# Lijst van interstate highways in de Verenigde Staten

Het interstate highway-autosnelwegnet in de VS

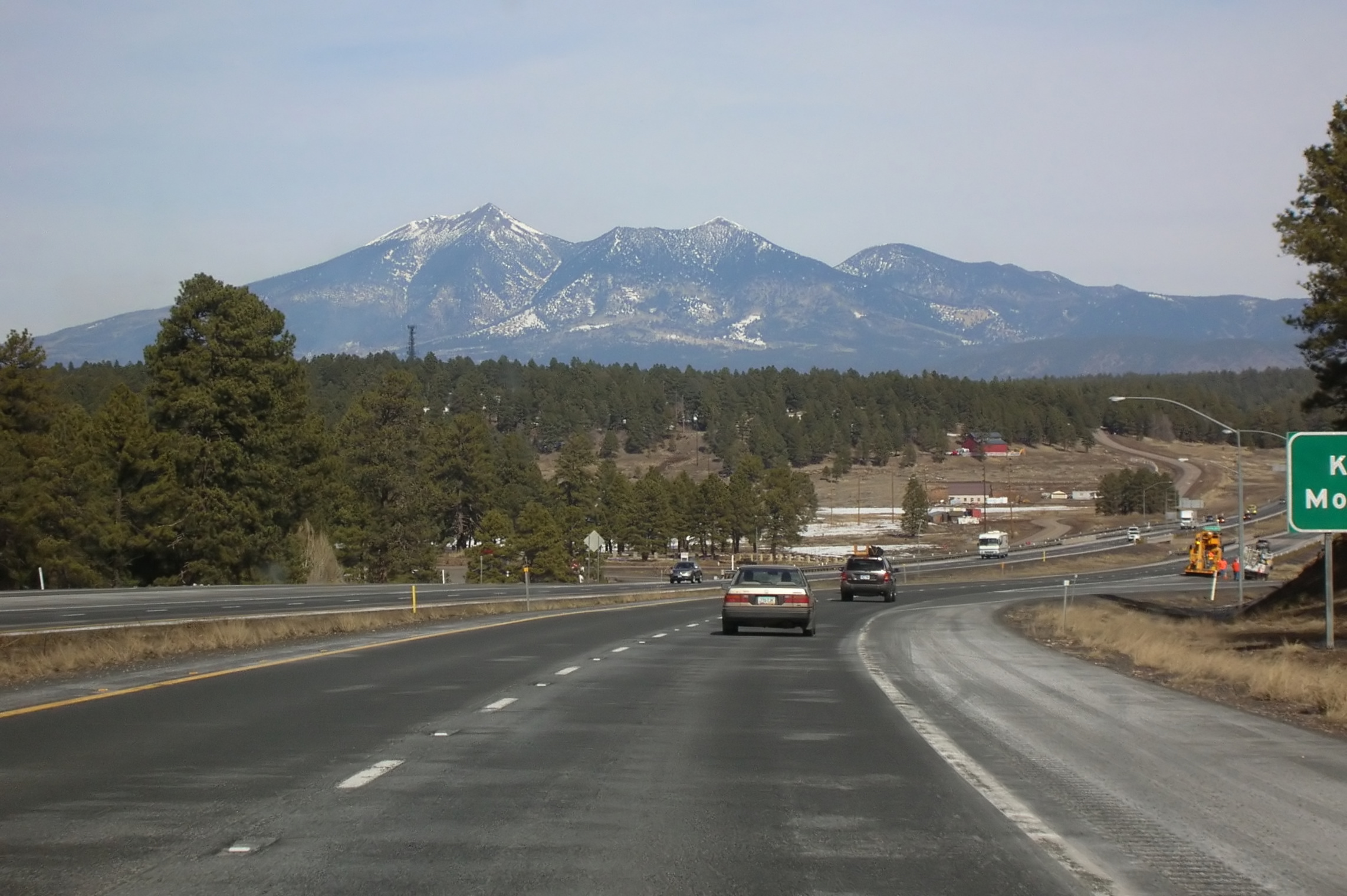
Interstate 17 in Arizona

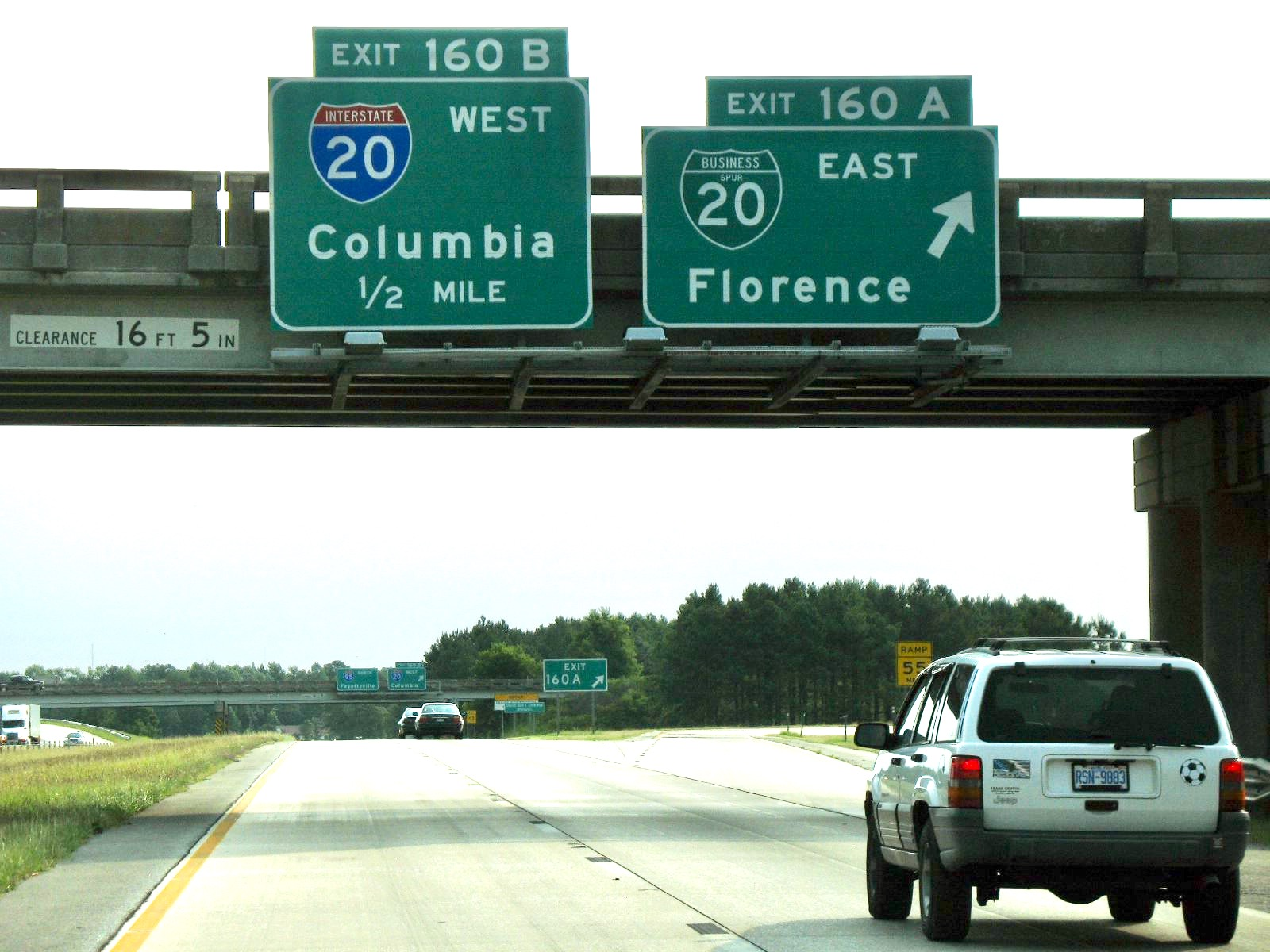
Interstate 20 in South Carolina

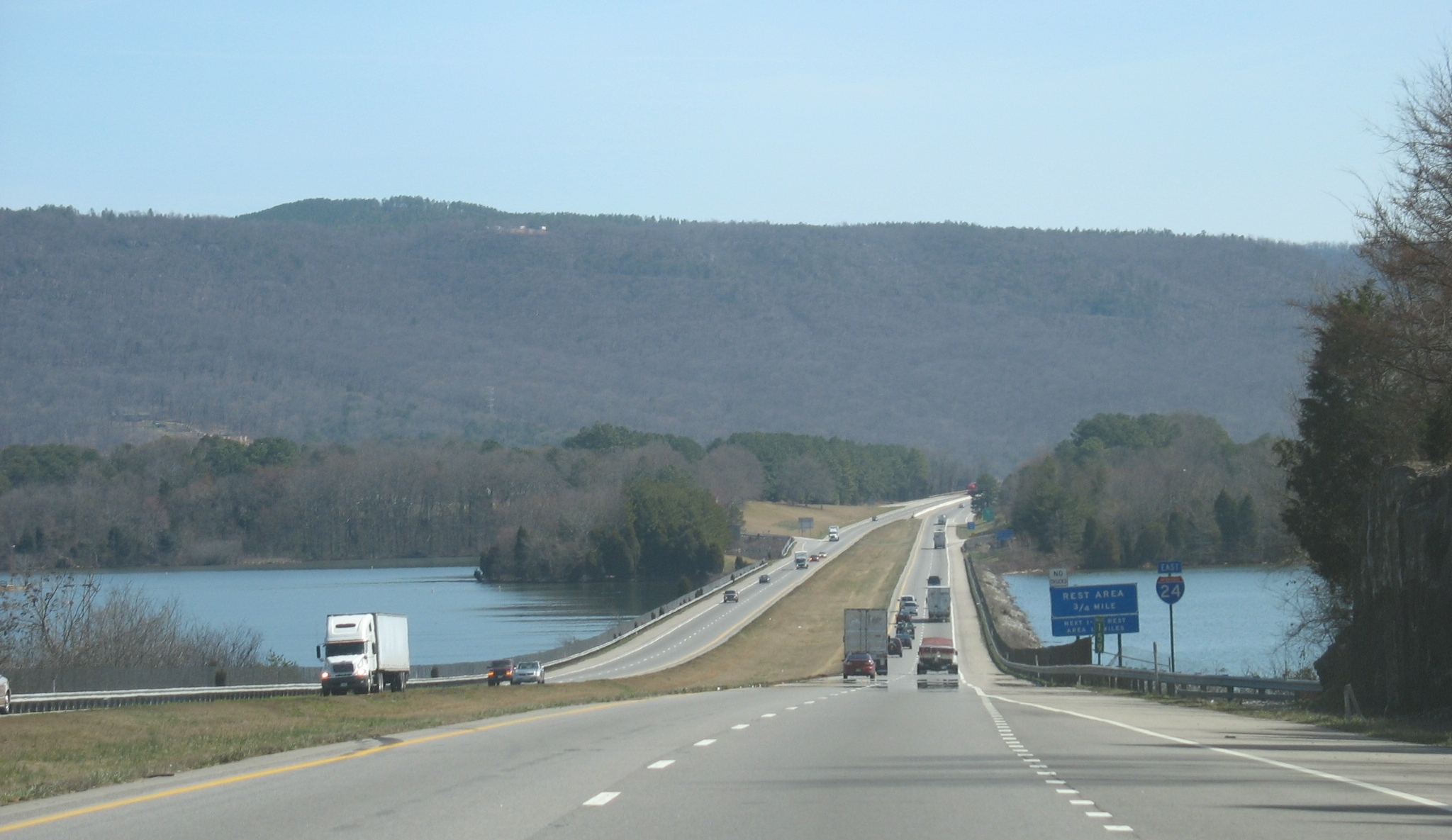
Interstate 24 in Tennessee

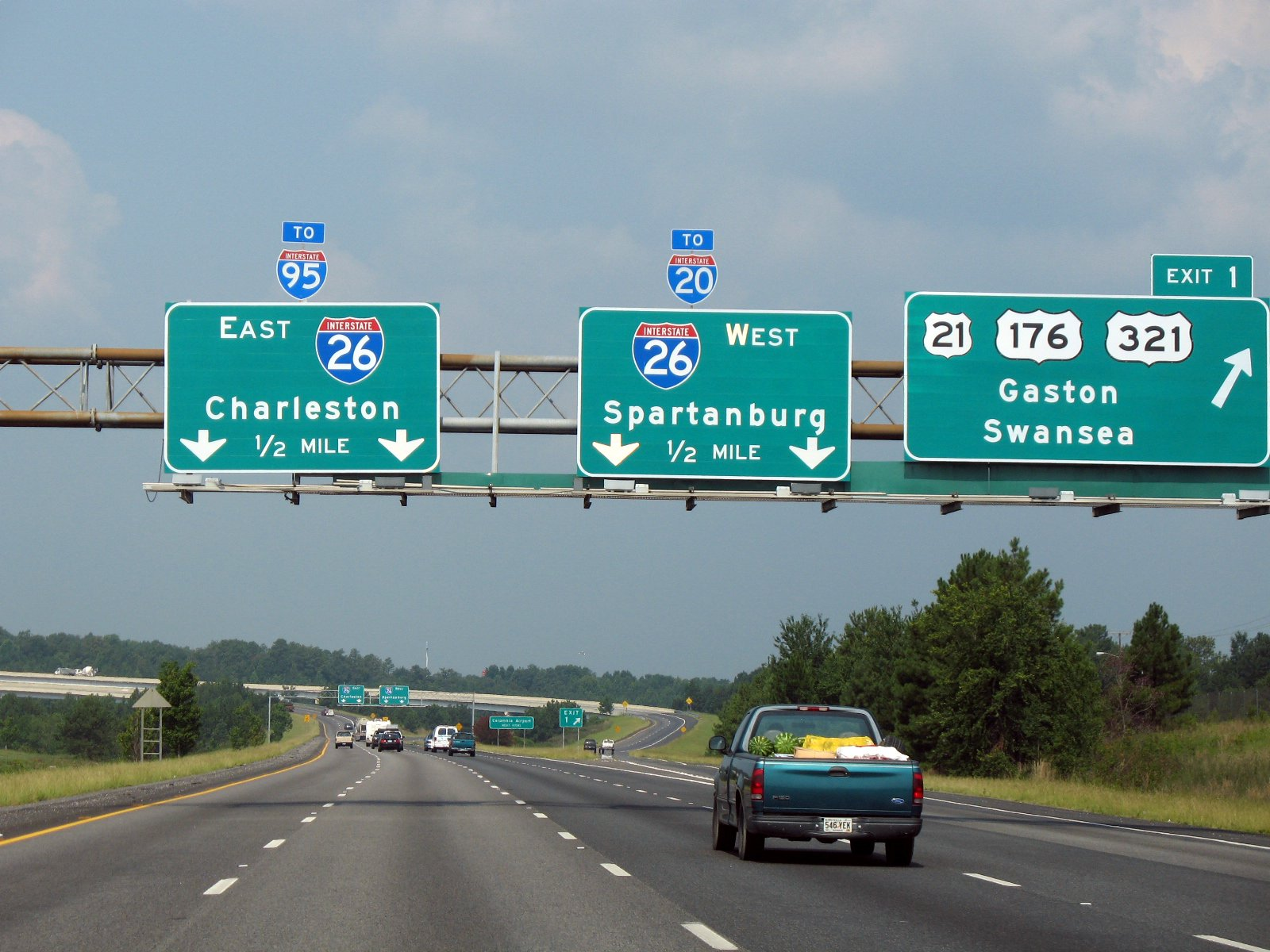
Interstate 26 in South Carolina

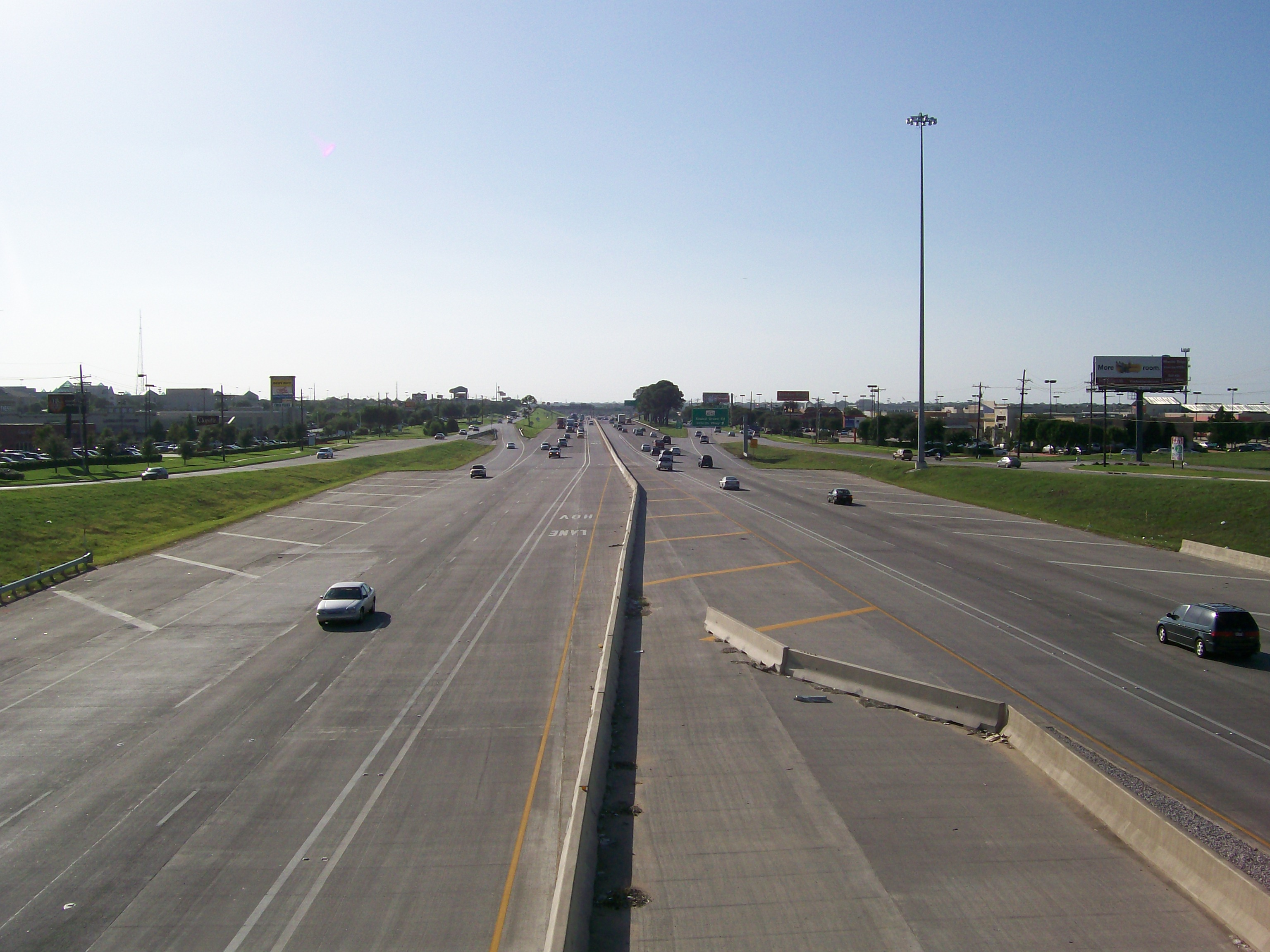
Interstate 35 in Texas

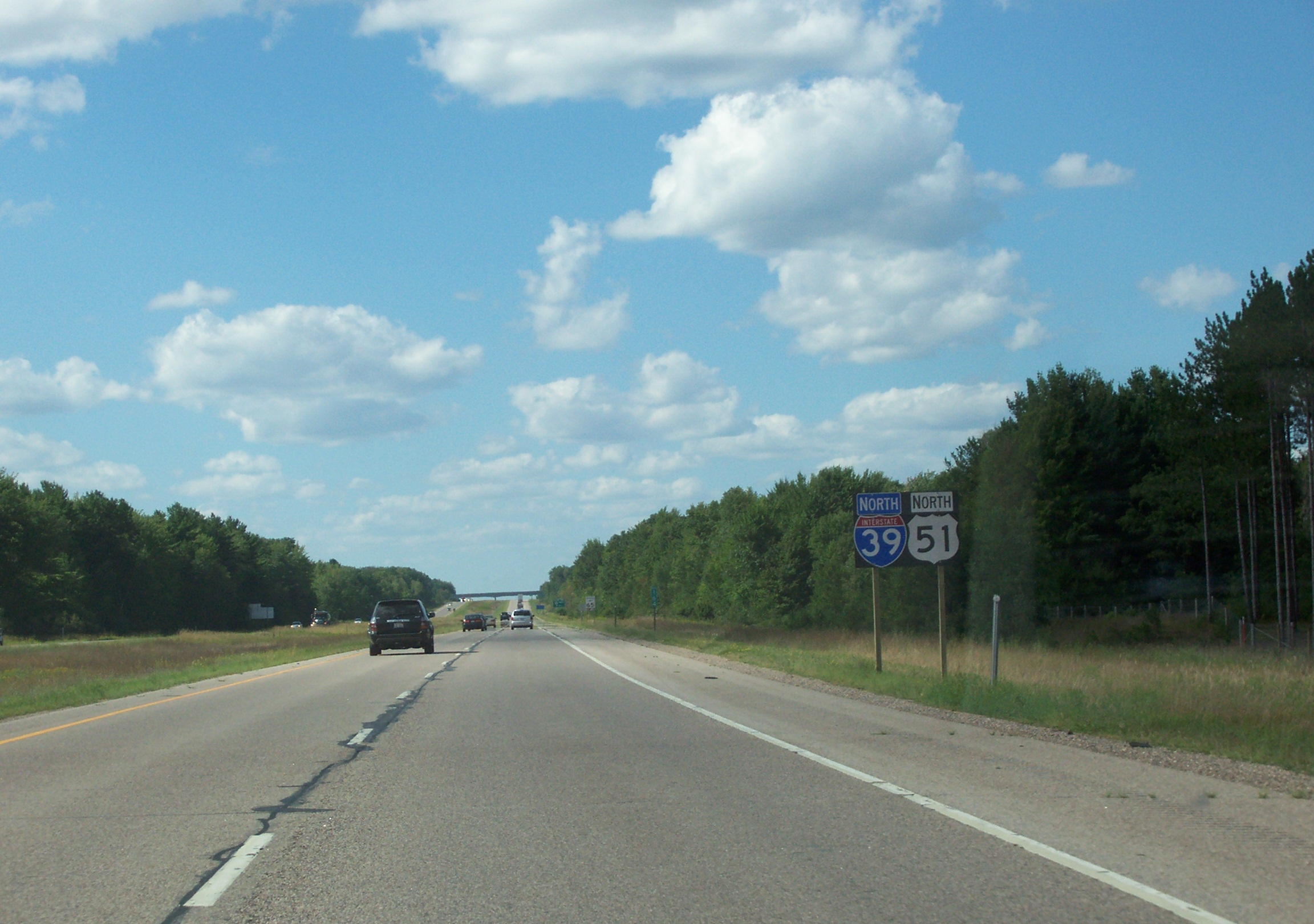
Interstate 39 in Wisconsin

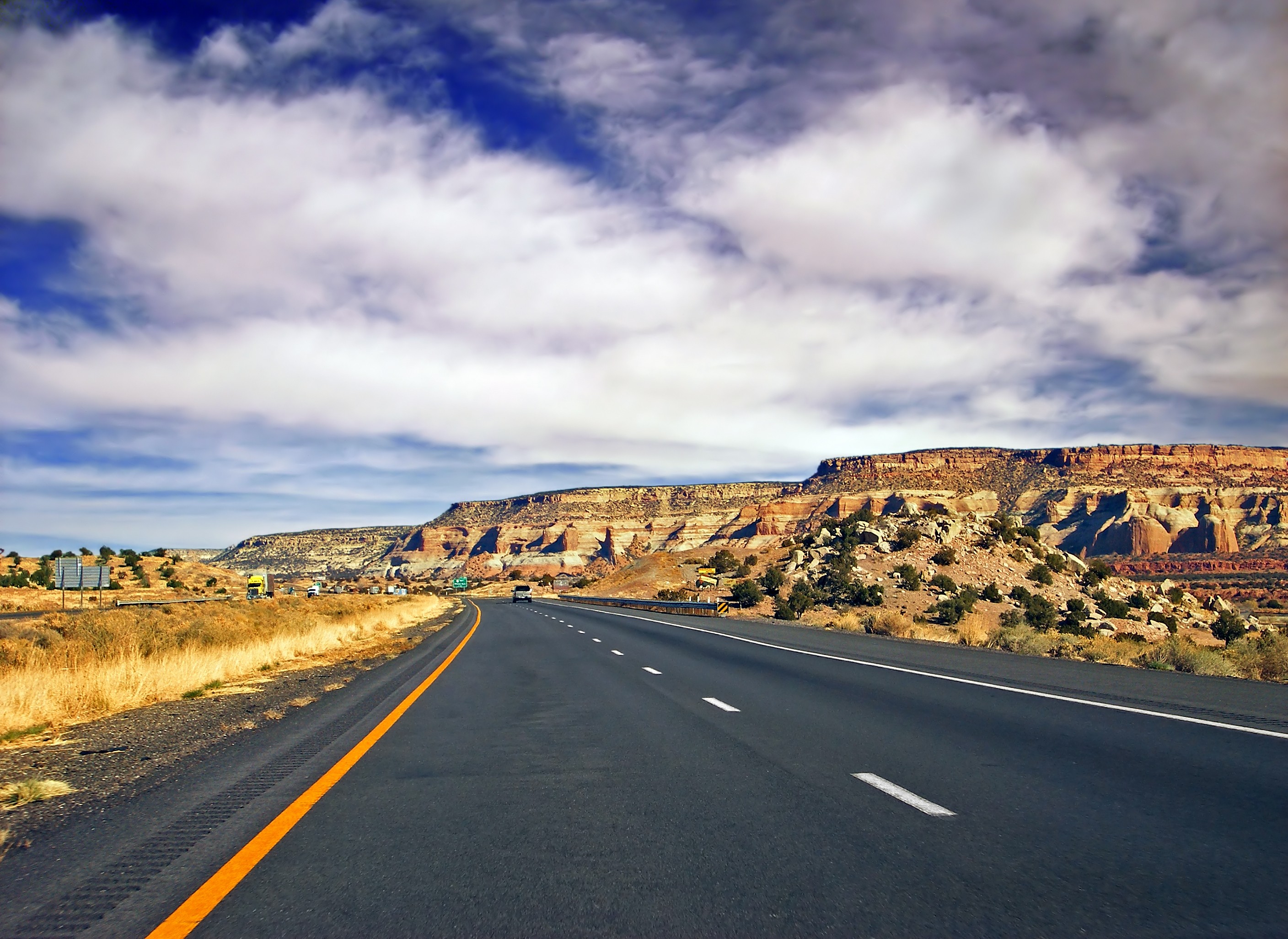
Interstate 40 in Arizona

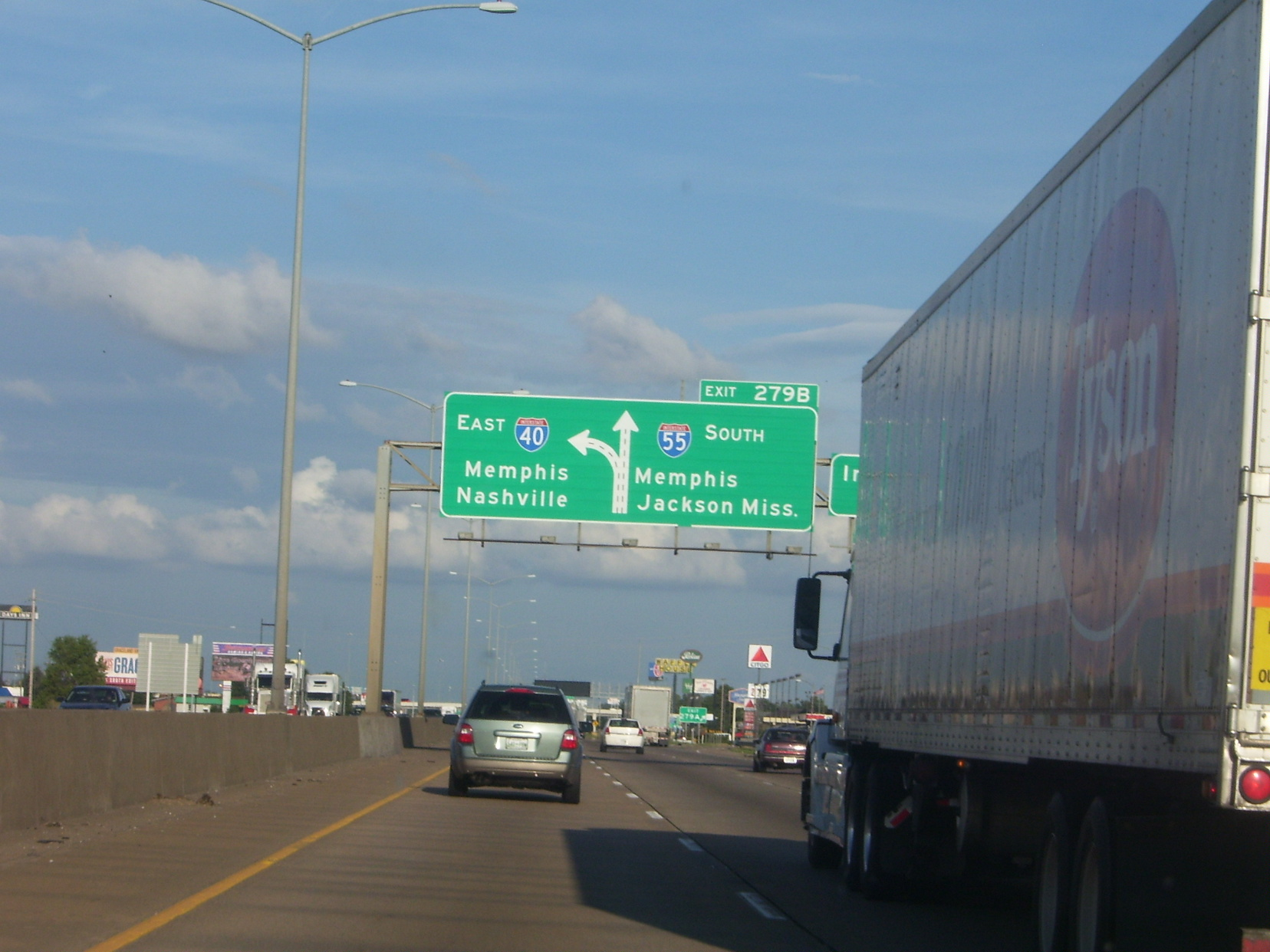
Interstate 55 in Tennessee

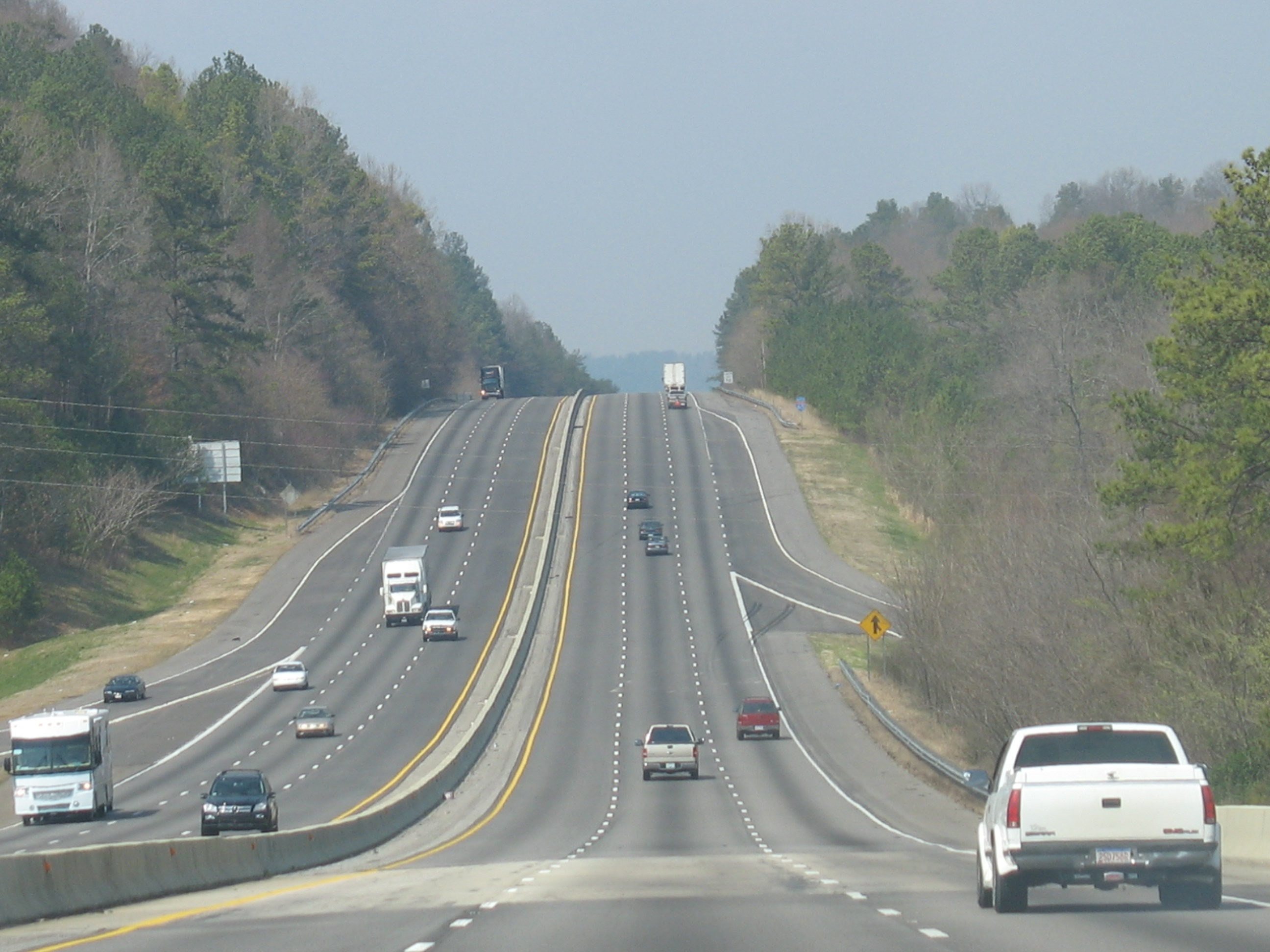
Interstate 65 in Alabama

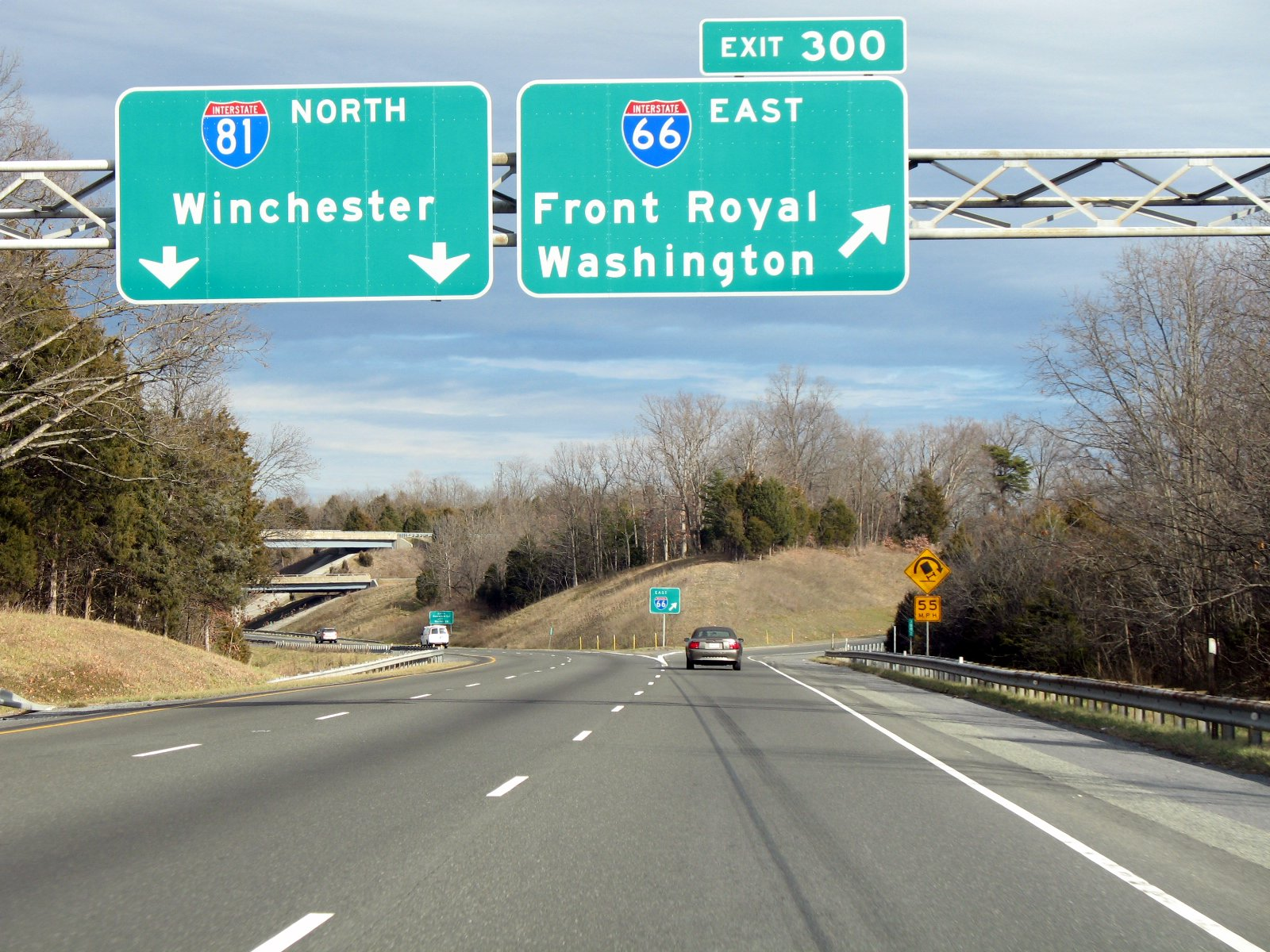
Interstate 81 en Interstate 66 in Virginia

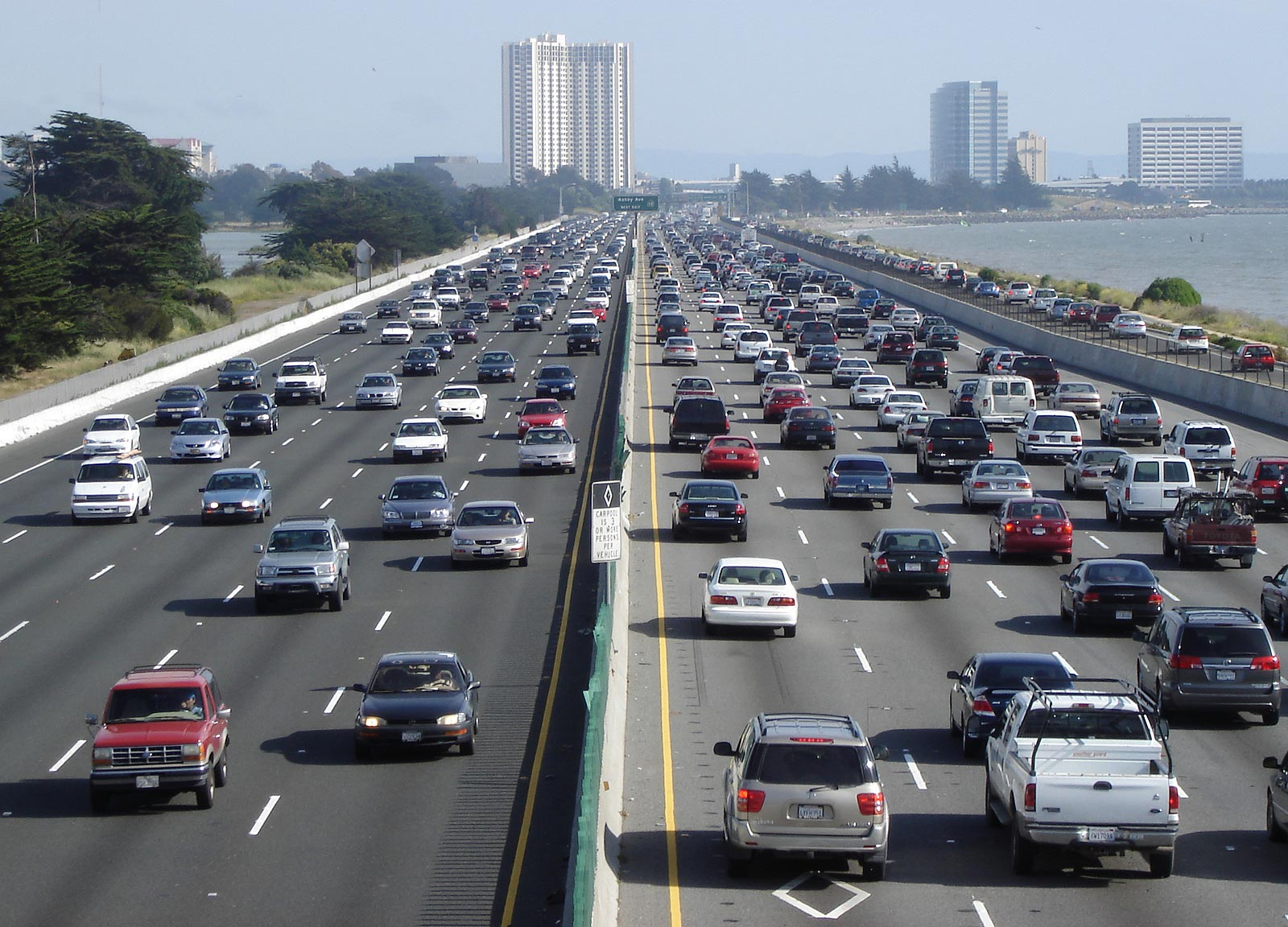
Interstate 80 in Californië

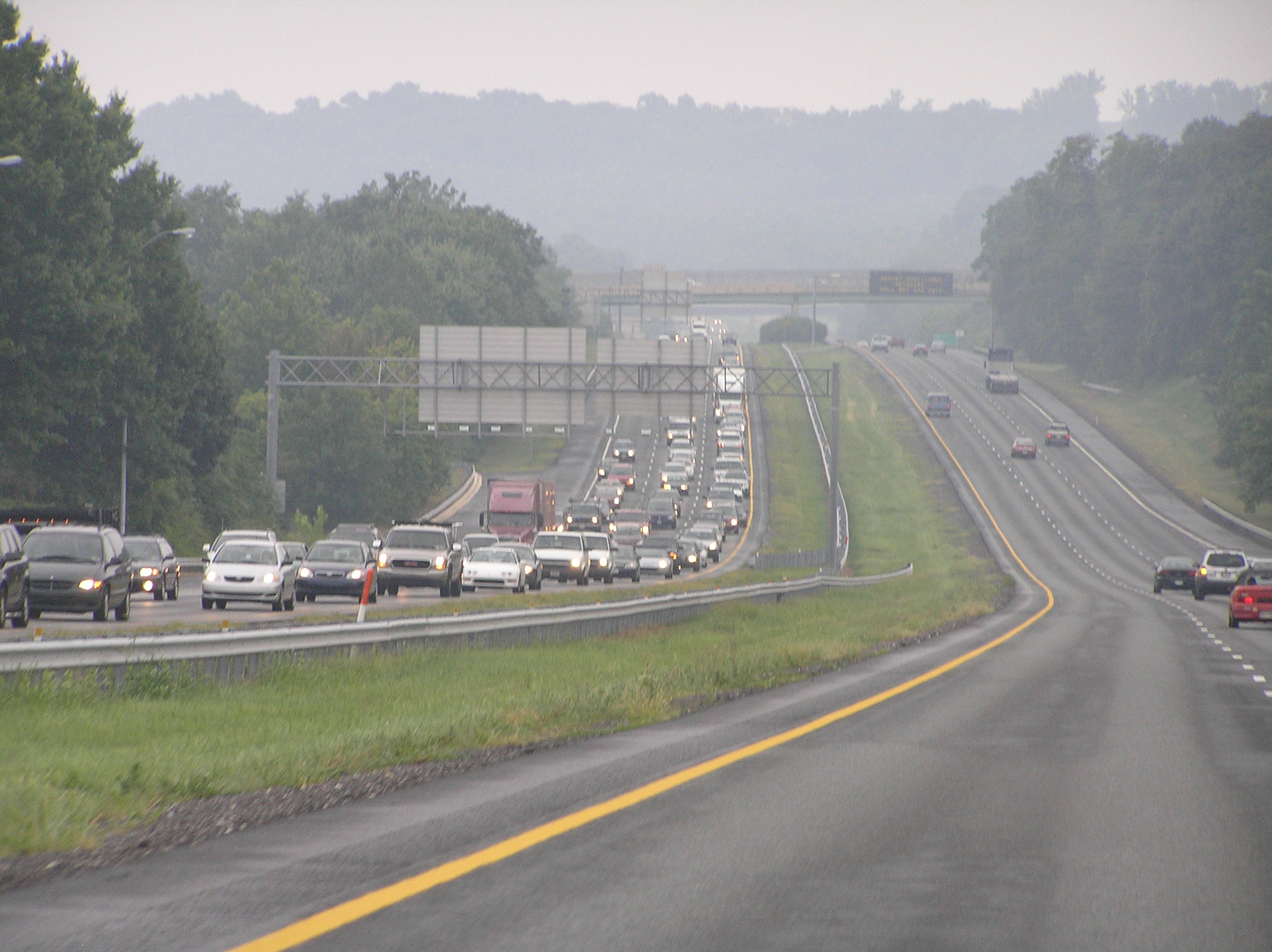
Interstate 83 in Maryland

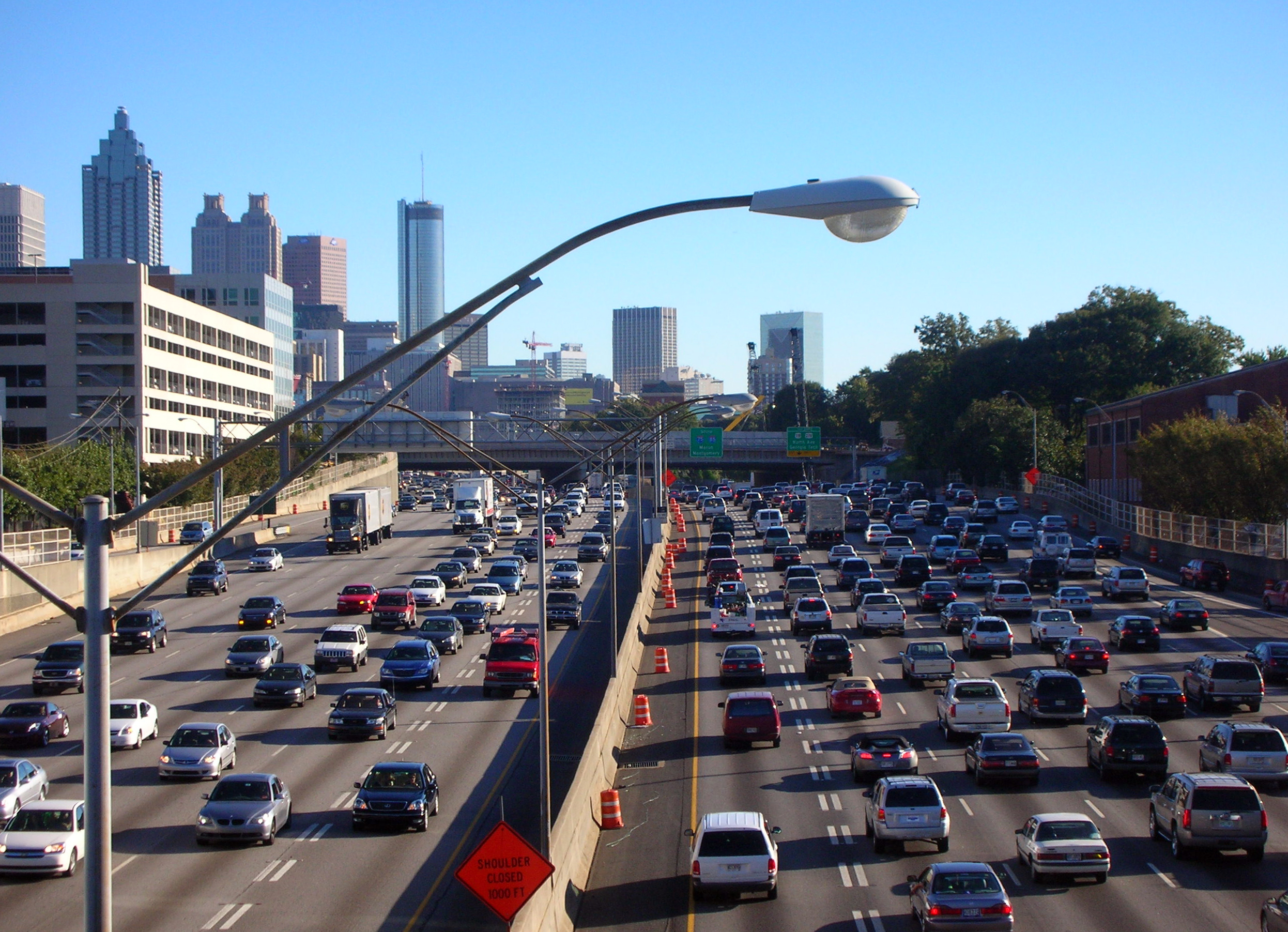
Interstate 85 in Georgia

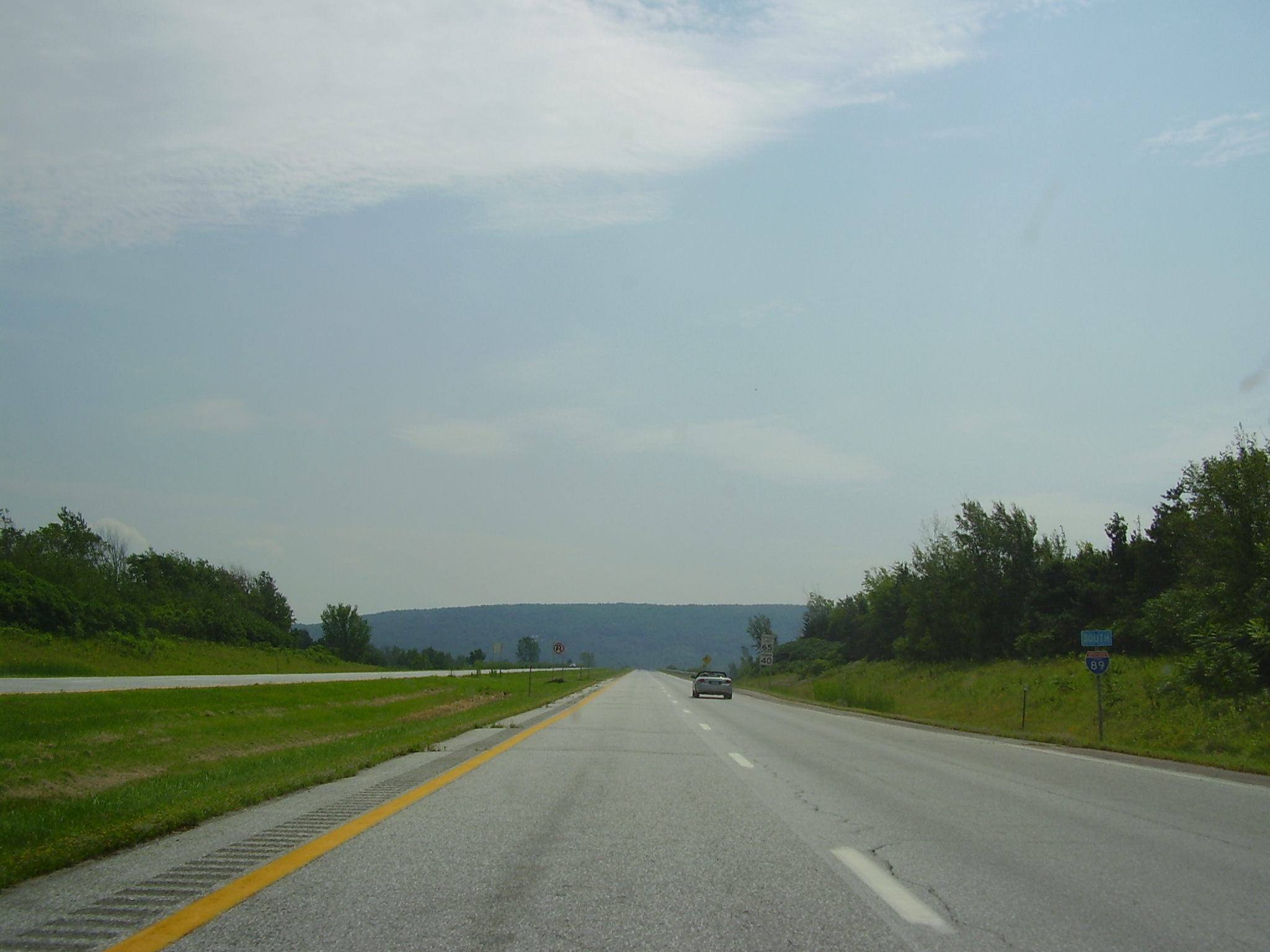
Interstate 89 in Vermont

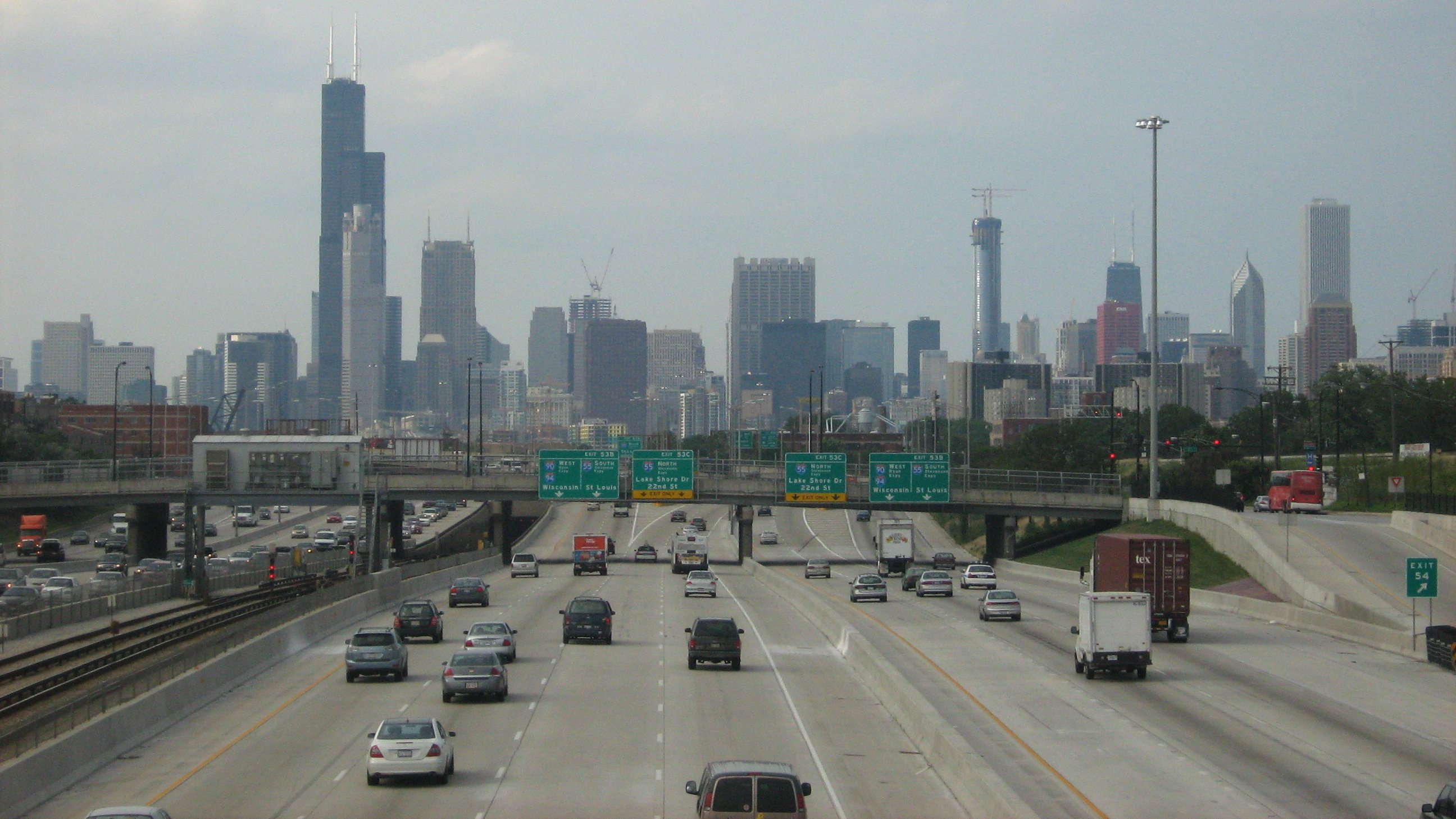
Interstate 90 in Illinois

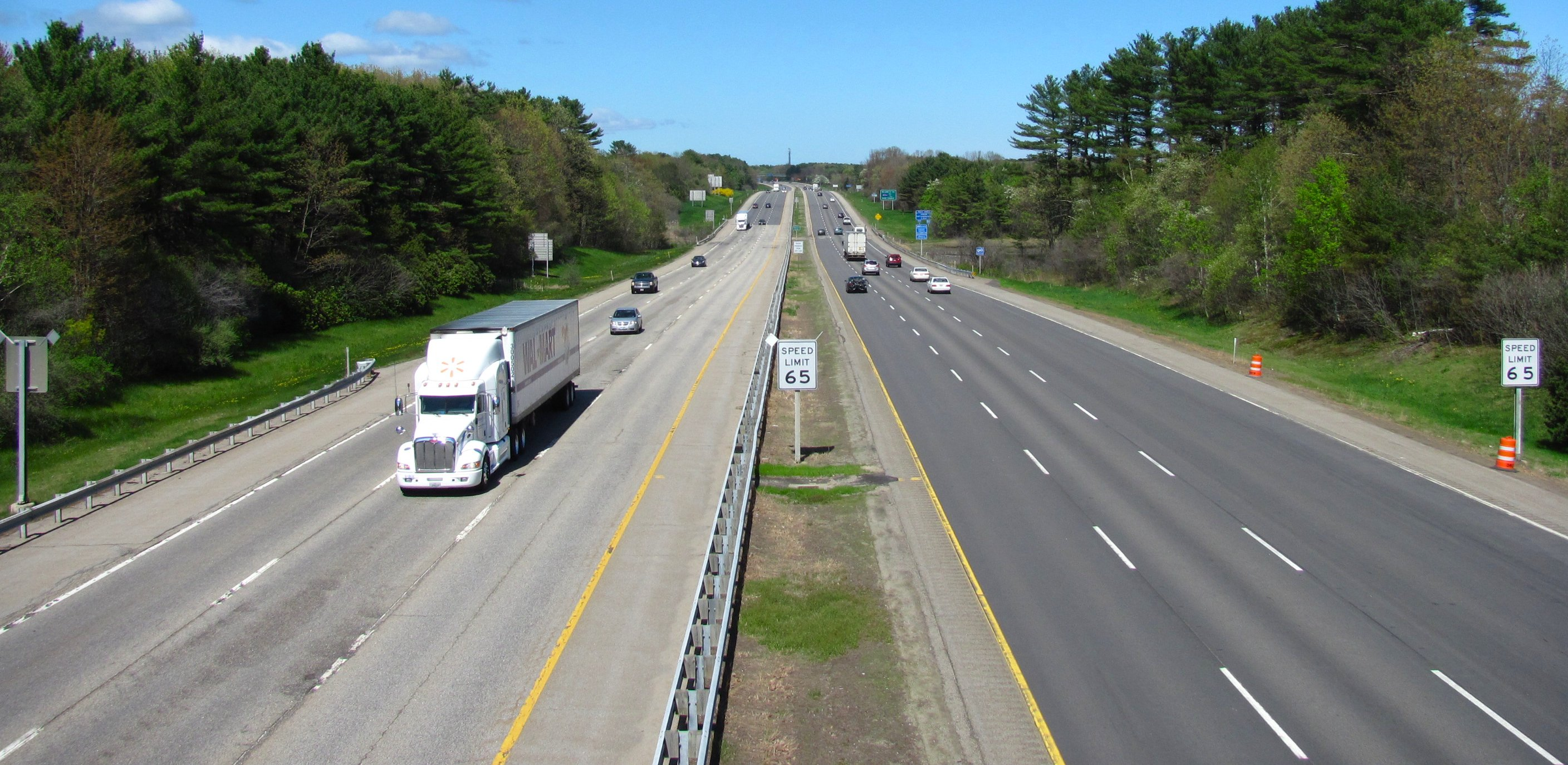
Interstate 95 in Maine

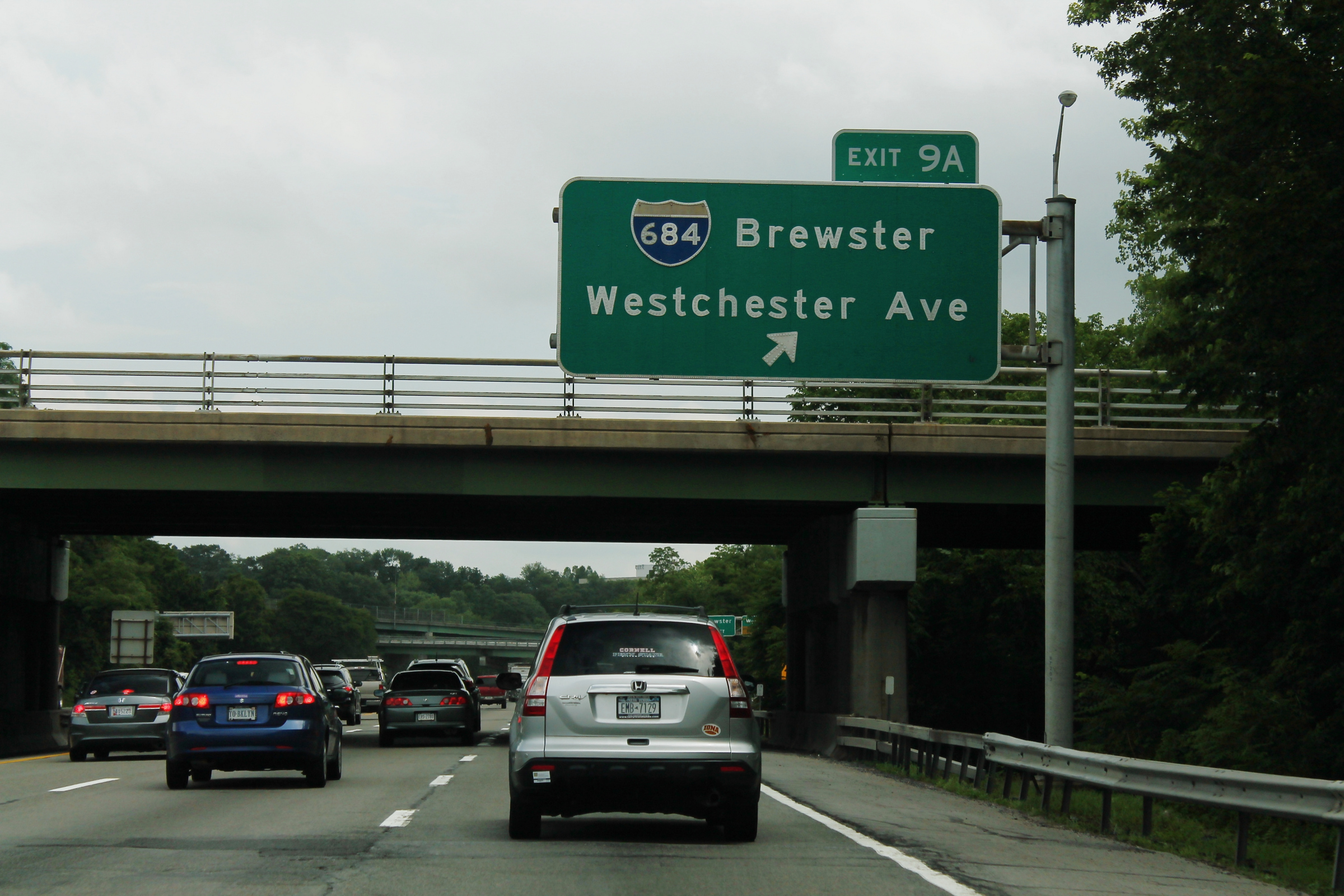
Interstate 287 in New York

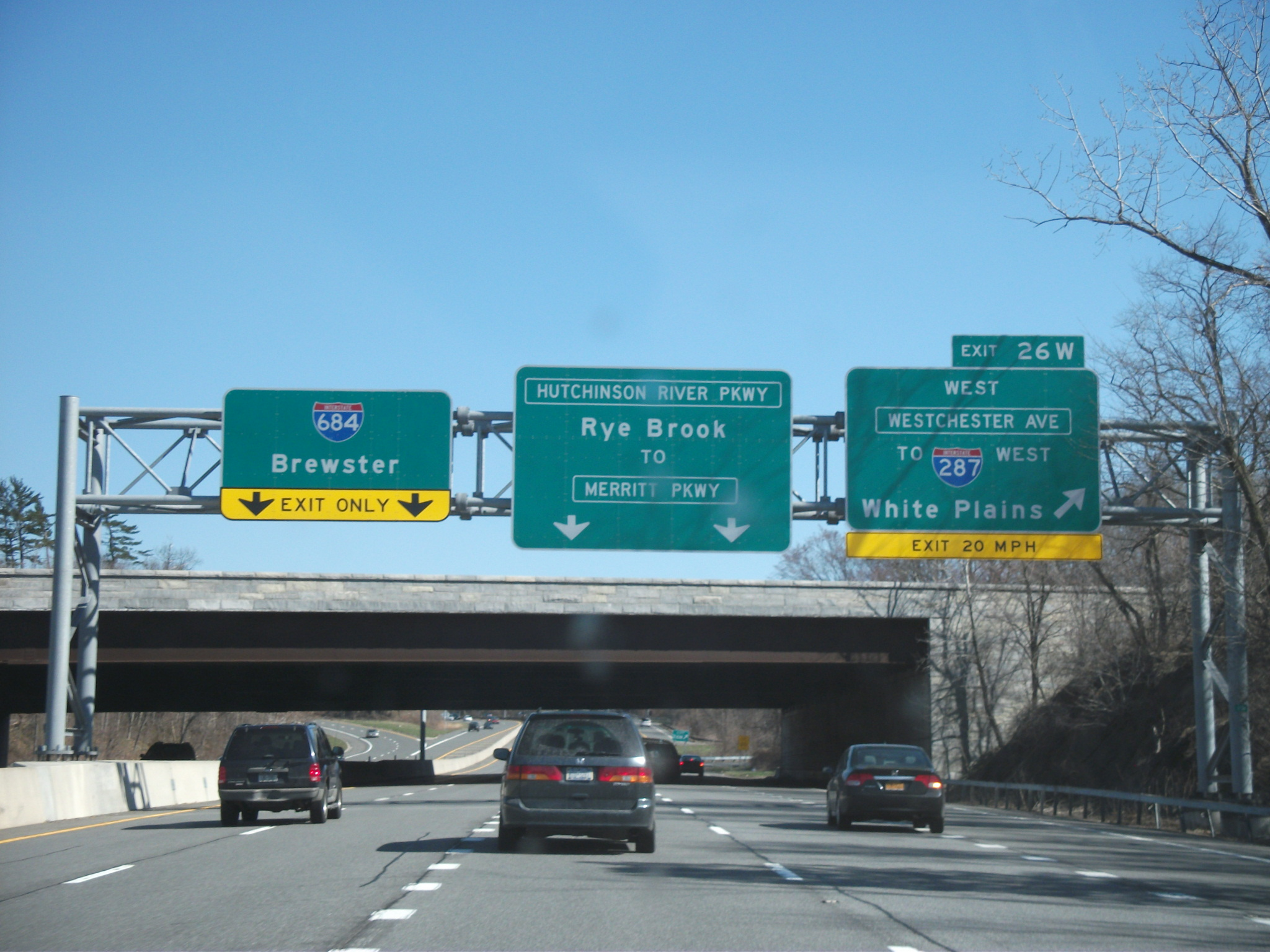
Interstate 684 in New York

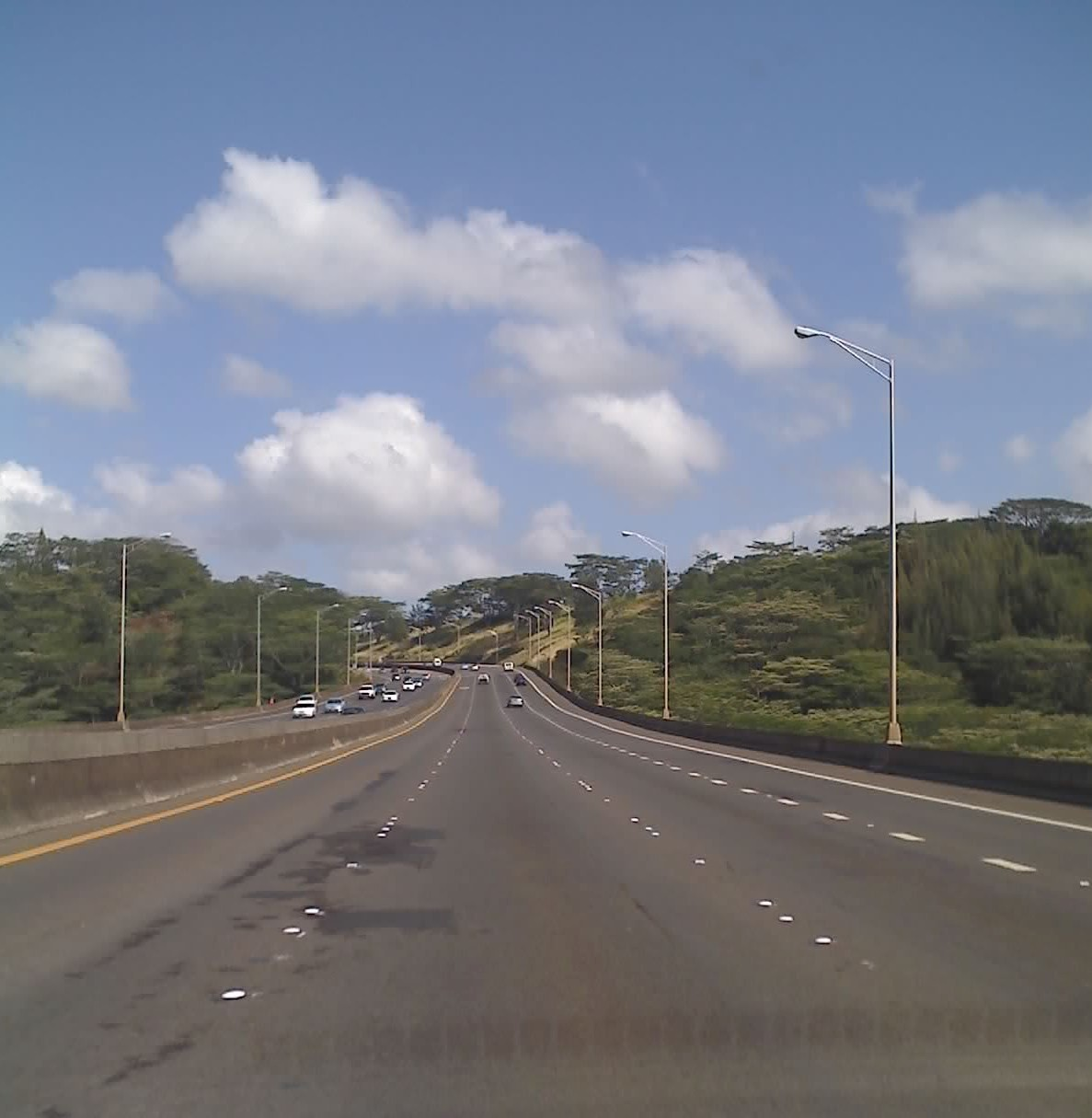
Interstate H-2 op Hawai

Hieronder volgt een lijst van interstate highways in de Verenigde Staten:
| Schild | Nummer of naam       | Route                                        |
| ------ | -------------------- | -------------------------------------------- |
|        | Interstate 2         | Mission - Harlingen (75 km)                  |
|        | Interstate 4         | Tampa - Daytona Beach (212 km)               |
|        | Interstate 5         | grens met Mexico - Blaine (2222 km)          |
|        | Interstate 8         | San Diego - Casa Grande (564 km)             |
|        | Interstate 10        | Santa Monica - Jacksonville (3959 km)        |
|        | Interstate 12        | Baton Rouge - Slidell (137 km)               |
|        | Interstate 15        | San Diego - grens met Canada (2307 km)       |
|        | Interstate 16        | Macon - Savannah (268 km)                    |
|        | Interstate 17        | Phoenix - Flagstaff (235 km)                 |
|        | Interstate 19        | grens met Mexico - Tucson (112 km)           |
|        | Interstate 20        | Kent - Florence (2470 km)                    |
|        | Interstate 22        | Memphis - Birmingham (342 km)                |
|        | Interstate 24        | Goreville - East Ridge (509 km)              |
|        | Interstate 25        | Buffalo - Las Cruces (1711 km)               |
|        | Interstate 26        | Kingsport - Charleston (1711 km)             |
|        | Interstate 27        | Lubbock - Amarillo (199 km)                  |
|        | Interstate 29        | Kansas City - Pembina (1212 km)              |
|        | Interstate 30        | Fort Worth - North Little Rock (590 km)      |
|        | Interstate 35        | Laredo - Duluth (2518 km)                    |
|        | Interstate 37        | Corpus Christi - San Antonio (199 km)        |
|        | Interstate 39        | Normal - Rothschild (520 km)                 |
|        | Interstate 40        | Barstow - Wilmington (4112 km)               |
|        | Interstate 40        | Barstow - Wilmington (4112 km)               |
|        | Interstate 43        | Beloit - Green Bay (308 km)                  |
|        | Interstate 44        | Wichita Falls - Saint Louis (1021 km)        |
|        | Interstate 45        | Galveston - Dallas (459 km)                  |
|        | Interstate 49        | Lafayette - Shreveport (355 km)              |
|        | Interstate 55        | Laplace - Chicago (1561 km)                  |
|        | Interstate 57        | Miner - Chicago (613 km)                     |
|        | Interstate 59        | Slidell - Wildwood (715 km)                  |
|        | Interstate 64        | Wentzville - Chesapeake (1561 km)            |
|        | Interstate 65        | Mobile - Gary (1428 km)                      |
|        | Interstate 66        | Middletown - Washington DC (122 km)          |
|        | Interstate 68        | Morgantown - Hancock (112 km)                |
|        | Interstate 69        | Indianapolis - Port Huron (611 km)           |
|        | Interstate 70        | Cove Fort - Baltimore (3520 km)              |
|        | Interstate 71        | Louisville - Cleveland (553 km)              |
|        | Interstate 72        | Hannibal - Champaign (298 km)                |
|        | Interstate 73        | Candor - Greensboro (54 km)                  |
|        | Interstate 74        | Davenport - Lumberton (694 km)               |
|        | Interstate 75        | Hialeah - grens met Canada (2875 km)         |
|        | Interstate 76 (west) | Arvada - Big Springs (302 km)                |
|        | Interstate 76 (oost) | Westfield Center - Camden (699 km)           |
|        | Interstate 77        | Columbia - Cleveland (981 km)                |
|        | Interstate 78        | Union Township - Canal Street (231 km)       |
|        | Interstate 79        | Charleston - Erie (552 km)                   |
|        | Interstate 80        | San Francisco - Teaneck (4666 km)            |
|        | Interstate 81        | Dandridge - Wellesley Island (1376 km)       |
|        | Interstate 82        | Ellensburg - Umatilla County (231 km)        |
|        | Interstate 83        | Ellensburg - Umatilla County (231 km)        |
|        | Interstate 84 (west) | Portland - Echo (1238 km)                    |
|        | Interstate 84 (oost) | Dunmore - Sturbridge (374 km)                |
|        | Interstate 85        | Montgomery - Petersburg (1082 km)            |
|        | Interstate 86 (west) | Declo - Chubbuck (101 km)                    |
|        | Interstate 86 (oost) | Erie - Elmira (316 km)                       |
|        | Interstate 87        | The Bronx - grens met Canada (536 km)        |
|        | Interstate 88 (west) | Colona - Hillside (226 km)                   |
|        | Interstate 88 (oost) | Binghamton - Rotterdam (189 km)              |
|        | Interstate 89        | Concord - grens met Canada (307 km)          |
|        | Interstate 90        | Seattle - Boston (4988 km)                   |
|        | Interstate 91        | New Haven - grens met Canada (467 km)        |
|        | Interstate 93        | Canton - Saint Johnsbury (305 km)            |
|        | Interstate 94        | Billings - Port Huron (2581 km)              |
|        | Interstate 95        | Miami - Woodstock (3101 km)                  |
|        | Interstate 96        | Norton Shores - Detroit (309 km)             |
|        | Interstate 97        | Annapolis - Baltimore (28 km)                |
|        | Interstate 99        | Bedford - Bellefonte (137 km)                |
|        | Interstate 105       | oost-westverbinding door Los Angeles (28 km) |
|        | Interstate 105       | oost-westverbinding door Eugene (10 km)      |
|        | Interstate 165       |                                              |
|        | Interstate 238       | Castro Valley - San Leandro (3 km)           |
|        | Interstate 265       |                                              |
|        | Interstate 277       |                                              |
|        | Interstate 278       | Linden - The Bronx (57 km)                   |
|        | Interstate 287       | Edison - Rye (158 km)                        |
|        | Interstate 295       | ringweg om Fayetteville (56 km)              |
|        | Interstate 355       | New Lenox - Itasca (52 km)                   |
|        | Interstate 390       |                                              |
|        | Interstate 465       | Ringweg om Indianapolis (85 km)              |
|        | Interstate 485       |                                              |
|        | Interstate 565       |                                              |
|        | Interstate 684       | White Plains - Southeast (45 km)             |
|        | Interstate 787       |                                              |
|        | Interstate 790       |                                              |
|        | Interstate 865       | Weg in Indianapolis (7 km)                   |
|        | Interstate H-1       | Kapolei - Honolulu (44 km)                   |
|        | Interstate H-2       | Pearl City - Wahiawa (14 km)                 |
|        | Interstate H-3       | Halawa - Kaneohe Station (25 km)             |